# تو فصل ۵
فصل پنجم و آخر سریال تلویزیونی هیجان‌انگیز روان‌شناختی آمریکایی تو توسط نتفلیکس در ۲۴ مارس ۲۰۲۳ شروع به ساخت شد. سرا گمبل خالق سریال تو، به عنوان مجری این مجموعه را ترک کرد و مایکل فولی و جاستین دبلیو لو جایگزین او شدند. ستاره سریال پن بدجلی در نقش جو گلدبرگ برای ایفای دوباره این نقش بازگشت و شارلوت ریچی نیر از فصل قبلی این مجموعه بازگشته است. همچنین مدلین بروئر، آنا کمپ و گریفین متیوز به بازیگران اصلی اضافه شدند. فیلمبرداری در مارس ۲۰۲۴ آغاز شد و در اوت همان سال به پایان رسید.
این فصل در ده قسمت و در ۲۴ آوریل ۲۰۲۵ منتشر شد.

## داستان
جو گلدبرگ برای زندگی مسالمت آمیز به نیویورک برمی گردد، اما گذشته خطرناک و خواسته‌های او، زندگی جدید او را تهدید می‌کند.

## بازیگران

### اصلی
- پن بدجلی در نقش جو گلدبرگ، یک قاتل زنجیره‌ای ثروتمند که به نیویورک بازمی‌گردد[۲]
- شارلوت ریچی در نقش کیت لاک‌وود-گلدبرگ (گالوین سابق)، همسر انگلیسی جو و رئیس شرکت لاک‌وود[۱][۳]
- مدلین بروئر در نقش برونته، نمایشنامه نویسی مرموز و آزاده که برای کار جو می‌آید[۲]
- آنا کمپ در نقش دوگانه به عنوان:[۴]
  - ریگان لاک‌وود، مدیر ارشد مالی شرکت لاک‌وود که چشمانش به تاج و تخت است
  - مدی لاکوود، یک فرد اجتماعی که سه بار طلاق گرفته و شغلش «به طور مبهم روابط عمومی» و یک دستکاری چیره‌دست است.
- گریفین متیوز در نقش تدی لاکوود، برادر زن وفادار جو که هرگز به‌طور کامل توسط خانواده لاکوود پذیرفته نشد[۴]

### مهمان
- ناوا مائو در نقش مارکز، کارآگاه[۵]
- الیزابت لیل در نقش گینور بک، دوست دختر مرحوم جو و معلم سابق برونته

## تولید

### توسعه
در ۲۴ مارس ۲۰۲۳، مجموعه تلویزیونی تو توسط نتفلیکس برای فصل پنجم و آخر تمدید شد. سرا گمبل، یکی از خالقان سریال، به عنوان مجری از این برنامه کنار رفت و مایکل فولی و جاستین دبلیو لو جایگزین او شدند.

### بازیگران
ستاره سریال پن بادگلی در نقش جو گلدبرگ بازگشت در حالی که مادلین بروئر در نقش برونته به سریال می‌پیوندد. آنا کمپ در نقش‌های دوگانه ریگان و مدی لاکوود و گریفین متیوز در نقش تدی لاکوود بازی خواهد کرد. شارلوت ریچی از فصل چهارم در نقش کیت گالوین به این مجموعه بازمی‌گردد همچنین فرانکی دمیو، بازیگر کودک، در نقش هنری پسر جو به سریال می‌پیوندد. تاتی گابریل نیز از فصل سوم و چهارم در نقش مارین بلامی بازگشته است. در اواسط ماه مه، ناتاشا بهنام، پیت پلوسک، تام فرانسیس و ب به عنوان ستاره‌های مهمان دوره ای معرفی شدند. در اواخر جولای، ناوا مائو به عنوان ستاره مهمان در نقش مارکز اعلام شد. تریلر منتشر شده در ۱۰ مارس ۲۰۲۵ بازگشت امی-لی هیکمن از فصل چهارم و کاترین گالاگر از فصل اول را تأیید کرد.

### فیلمبرداری
فیلمبرداری در اواخر مارس ۲۰۲۴ در شهر نیویورک آغاز شد، و در اواسط اوت ۲۰۲۴ به پایان رسید.

## انتشار
این فصل شامل ده قسمت است که به‌طور کامل نتفلیکس آن را در ۲۴ آوریل ۲۰۲۵ منتشر کرد. در ابتدا قرار بود در سال ۲۰۲۴ منتشر شود، اما به دلیل اعتصاب انجمن نویسندگان آمریکا در سال ۲۰۲۳ و اعتصابات ۲۰۲۳ سگ-افترا انتشار این سریال به تعویق افتاد.